# Pseudoliarus fuscofasciata
Pseudoliarus fuscofasciata är en insektsart som först beskrevs av Melichar 1902.  Pseudoliarus fuscofasciata ingår i släktet Pseudoliarus och familjen kilstritar. Inga underarter finns listade i Catalogue of Life.